# Berrien County (Georgie)
Berrien County je okres ve státě Georgie ve Spojených státech amerických. K roku 2006 zde žilo 16 756 obyvatel. Správním městem okresu je Nashville. Celková rozloha okresu činí 1 186 km². Vznikl v roce 1856 a pojmenován byl podle senátora Johna M. Berriena.